# Charentsavan
Charentsavan (conosciuta anche come Tcharentsavan, in armeno Չարենցավան?, fino al 1967 Lusavan) è una città dell'Armenia di 24 806 abitanti (2009) della provincia di Kotayk', fondata nel 1948.

## Etimologia del nome
Il nome della città deriva dal poeta armeno Yeghishe Charents. Charentsavan infatti è una parola composta, fatta da Charents e Avan che vogliono dire "Charents" e "città" quindi Charenstavan significa "Città di Charents".

## Sport
La città è sede dell'FC Van, squadra calcistica fondata nel 2019 che milita nella massima divisione armena dal 2020.